# The Messenger (jeu vidéo)
Pour les articles homonymes, voir Messenger.
The Messenger est un jeu vidéo d'action-plates-formes et metroidvania en deux dimensions développé par Sabotage Studio et édité par Devolver Digital. Il est sorti en 2018 sur Microsoft Windows, Nintendo Switch, en 2019 sur PlayStation 4 et en 2020 sur Xbox One.

## Trame

### Synopsis
The Messenger suit l’histoire d’un ninja porteur d’un parchemin indispensable au salut de l’humanité qu’il est chargé de livrer au sommet d’une montagne.

### Personnages
Le Messager
Il est le personnage principal de l’histoire. Simple ninja s’entraînant dans son village, sa vie bascule lorsque son foyer est détruit par une armée de démons. Sauvé par le héros de l’Ouest, il reçoit la mission de porter au sommet d’une montagne un parchemin indispensable au futur de l’humanité.
Le Boutiquier
Se décrivant lui-même au Messager comme « le guide spirituel qui te soutiendra tout au long de ta quête pour sauver le monde », le mystérieux Boutiquier assiste le Messager en lui donnant et en lui vendant des améliorations afin de surmonter les ennemis et épreuves qui se dressent sur son chemin.
Kazimodo
Démon cupide, sarcastique et porteur d’une bague lui permettant de manipuler le temps, le démon Kazimodo sauve la vie du Messager à chaque fois que celui-ci meurt au cours de son périple en échange d’une partie du butin que le ninja découvre durant son aventure.

## Système de jeu
The Messenger est un jeu vidéo d’action et de plates-formes en deux dimensions inspiré de la série Ninja Gaiden. Le jeu se présente en premier lieu comme une aventure linéaire amenant le joueur à progresser de niveaux en niveaux entrecoupés de combats de boss, mais divisé en deux époques distinctes, le passé qui est constitué de graphismes et de sons en 8-bit, et le futur, qui est orienté 16-bit. Néanmoins après avoir dépassé la première moitié du jeu, The Messenger bascule vers un système orienté metroidvania dans lequel le joueur revisite les anciens niveaux pour y découvrir des environnements inédits grâce aux nouvelles capacités acquises.

## Développement
The Messenger est le premier projet du studio indépendant québécois Sabotage Studio fondé en 2016. Le jeu est sorti originellement sur Microsoft Windows et Nintendo Switch le 30 août 2018 puis sur PlayStation 4 le 19 mars 2019 et sur Xbox One le 25 juin 2020. Le 11 juillet 2019 sort The Messenger: Picnic Panic, une extension gratuite comportant des niveaux inédits, de nouveaux boss et de nouvelles musiques.

## Accueil
The Messenger a reçu des critiques majoritairement positives de la presse spécialisée. Le jeu a été récompensé du prix "Meilleur premier jeu indépendant" et a également été nommé dans la catégorie "Meilleur jeu indépendant" lors de la cérémonie des The Game Awards 2018.

## Postérité
Une préquelle intitulée Sea of Stars est annoncée en mars 2020. Il s'agit d'un RPG au tour par tour. Financé par une campagne Kickstarter, le jeu sort finalement le 29 août 2023 sur les plateformes Microsoft Windows, Nintendo Switch, PlayStation 4, PlayStation 5, Xbox One et Xbox Series.